# سایرن (مجموعه تلویزیونی)
سایرن (به انگلیسی: Siren) یک مجموعهٔ تلویزیونی آمریکایی به سبک درام فانتزی و هیجانی است که توسط اریک وُالد و دین وایت ساخته شده‌است. پخش فصل نخست مجموعه متشکل از 29 قسمت، از ۲۹ مارس ۲۰۱۸ در شبکه ای‌بی‌سی خانوادگی آغاز شد.

## داستان
در شبی طوفانی یک کشتی ماهیگیری محلی که در حال سید ماهی بود یک سارین (موجودی شبیه به پری دریایی) را به تور می‌اندازد وقتی
تور را به داخل کشتی می‌کشند این موجود یکی از دریانوردها را زخمی می‌کند پس از ساعتی هلیکوپتر ارتش رسیده و این موجود را با خود می‌برد
حال یکی دیگر از سایرن‌ها برای یافتن خواهرش به خشکی آمده...